# Енріке Іглесіас
Енрі́ке-Міге́ль Ігле́сіас-Пре́йслер, часом Енрі́ке-Міґе́ль Іґле́сіас-Пре́йслер (ісп. Enrique Miguel Iglesias Preysler; нар. 8 травня 1975, Мадрид, Іспанія) — іспанський співак, автор пісень, продюсер і актор. Іглесіас починав свою кар'єру під псевдонімом «Енріке Мартінес» (ісп. Enrique Martìnez) і працював на непримітний мексиканський лейбл «FonoMusic». Зараз Енріке один з найвідоміших представників латиноамериканської музики у світі, а в його колекції багато статуеток «Греммі» і «American Music Awards». За свою кар'єру Енріке випустив понад 40 синглів і 9 студійних альбомів, які 116 разів ставали платиновими, 227 золотими, а загальний обсяг продажів становить 65 млн екземплярів.
Енріке — син співака Хуліо Іглесіаса і журналістки Ісабель Прейслер, а також брат співака Хуліо Іглесіаса молодшого.

## Біографія

### Дитинство, отроцтво, юність
Енріке Іглесіас народився 8 травня 1975 в Мадриді, Іспанія. Його батьки — іспанський співак Хуліо Іглесіас і філіппінська журналістка і телеведуча Ізабель Прейслер. Енріке став третьою і останньою дитиною в сім'ї. Коли Енріке було 3 роки, його батьки розлучились і він разом з сестрою Марією і братом Хуліо залишився з матір'ю в Мадриді, а батько переїхав записувати пісні в Маямі, США. Позаяк у його матері було багато роботи, його виховувала няня Марія Оліварес (ісп. Maria Olivares). 1985 року терористи спочатку загрожували батьку, а потім здійснили замах і на дідуся Енріке — Хуліо Іглесіаса старшого. Після того як дідуся звільнили, терористи ЕТА почали погрожувати дітям, і мати вирішила, що краще відправити їх в Маямі, до батька. В США Енріке навчався в престижній школі «Gulliver Preparatory School». У нього було мало друзів, бо він був сором'язливим і був не таким як усі. «Я ходив в школу для багатих в Маямі, і в той час, як інші їздили на мерседесах, я їздив на розвалюсі. Мій батько не піклувався про мене і не дав мені ані цента. А коли у мене з'явилася мачуха, ставлення до мене тільки погіршувалось».
Коли Енріке був підлітком, він разом з братом Хуліо мріяв про кар'єру співака, а в 16 років написав вірші для пісень дебютного альбому. Енріке вступив до Університету Маямі на факультет бізнесу. Ще в школі його помітив менеджер. Під час навчання в університеті Енріке підробляв на демозапису своїх пісень і разом з менеджером розсилав їх в офіси лейблів звукозапису, підписуючи їх як Енріке Мартінез з Центральної Америки. Але і в Маямі і в Мадриді йому відмовляли, закликаючи змінити імідж «підкаблучника».

### Дебютний альбом
В 1994 році Іглесіасу пощастило, він кинув навчання і уклав угоду з мексиканським лейблом «FonoMusic». Батько Енріке вимагав, щоб він повернувся в університет, але Енріке поїхав в Канаду. В Канаді Енріке 5 місяців працював над записом дебютного альбому. В жовтні 1995 року вийшов перший сингл Іглесіаса «Si Tu Te Vas» (Якщо Ти Підеш), а 21 листопада того ж року вийшов дебютний альбом під назвою «Enrique Iglesias». Альбом став популярним в Іспанії, Португалії та Італії. З альбому вийшло 6 синглів:
- «Si Tú Te Vas»
- «Experiencia Religiosa»
- «Por Amarte»
- «Muñeca Cruel»
- «No Llores Por Mi»
- «Trapecista»

Альбом був проданий тиражем 1 млн примірників за один тиждень. Це найкращий результат для альбому того часу, який записаний не англійською мовою. Пісня «Por Amarte» (Любити Тебе) стала заголовною для мексиканської теленовели «Марісоль» (ісп. Marisol). Спеціально для цього серіалу Іглесіас переписав цю пісню із змінами тексту в приспіві — «Por amarte daría mi vida» (Щоб любити тебе, я віддам своє життя), було замінено словами «Por amarte Marisol, moriría» (Щоб любити тебе, Марісоль, я помру). У трейлерах і завершальних кадрах серій другого сезону теленовели демонструвався запис концерту Іглесіаса, на якому була присутня головна героїня теленовели — Еріка Буенфіл. 1996 року вийшли італійська і португальська версії альбому. Майже усі пісні альбому були перекладені на дані мови. Також Іглесіас разом з дебютним альбомом був номінований на премію «Греммі» як «Найкращий представник латиноамериканської музики».

### Перше турне в 1997 році
В кінці січня 1997 року, Енріке випустив другий студійний альбом «Vivir» (Жити). Через декілька днів в ефіри радіостанцій вийшла пісня «Enomorado Por Primera Vez» (Закоханий вперше), яка лідирувала в латиноамериканському чарті США протягом 12-ти тижнів. Також в альбомі були кавер-версію пісні англійської групи «Yazoo» — «Only You». Пісню було перекладено іспанською мовою як «Solo En Ti|Solo En Tì» (Тільки ти) і вона вийшла в ефіри радіостанцій.
Всього з альбому вийшло 6 синглів:
- «Enomorando Por Primera Vez»
- «Solo En Tì / Only You»
- «Miente»
- «Revolución»
- «Lluvia Cae»
- «Al Despertar».

В цьому ж році Іглесіас поїхав в турне «Vivir Tour», для якого він обрав найкращих музикантів, які працювали з Елтоном Джоном, Брюсом Спрінгстіном і Біллі Джоелом. Енріке дав 78 концертів (19 з яких в США) в 16 країнах.
Наприкінці року Енріке разом з батьком Хуліо Іглесіасом і мексиканським співаком Луісом Мігелем номінувався на престижну премію «American Music Awards» в номінацію «Найкращий латиноамериканський співак». Але перед врученням премії, в інтерв'ю одному американському журналу Хуліо сказав, що якщо нагорода дістанеться його сину, він демонстративно вийде з зали. Енріке відмовився від нагороди, щоб не провокувати батька на нову сварку (нагорода дісталася батьку), але виступив на церемонії з піснею «Lluvia Cae» (Дощ іде).

### «Cosas del Amor» (1998)
У вересні 1998 року Енріке випустив третій студійний альбом «Cosas del Amor» (Любовні справи). З альбому вийшло 2 сингли:
- «Esperanza»
- «Nunca Te Olvidare|Nunca Te Olvidaré».

Обидва сингли лідирували в латиноамериканських чартах США.
В підтримку альбому Іглесіас поїхав в коротке турне, а його концерт в мексиканському місті Акапулько транслювали по телебаченню. Після цього Енріке поїхав в світове турне «Cosas del Amor Tour», яке стало першим туром, який було спонсоровано мережею ресторанів «McDonald's». Іглесіас дав близько 80 концертів.
Наприкінці року Іглесіаса нагороджено премією «Найкращий латиноамериканський артист» від «American Music Awards», випередив за кількістю голосів пуерториканського поп-співака Рікі Мартіна і мексиканський гурт, який грає в стилі маріачі — «Los Tigres del Norte».
Пісня «Nunca Te Olvidare» стала саундтреком до однойменної мексиканської теленовели, головну роль в якій виконала Едіт Гонсалес. В початкових кадрах теленовели головні герої слухають Енріке. Пісня «Bailamos» була використана як саундтрек до фільму «Дикий, дикий Вест», головну роль в якому виконує Вілл Сміт. Заголовна пісня альбому стала саундтреком перуанської теленовели «Любовні справи», в головній ролі якого знялася Діего Берті.

### Перший світовий успіх
Фільм «Дикий, дикий Вест» не був таким успішним, як на це сподівались його творці. Але пісня «Bailamos» почала транслюватися на радіостанціях в Латинській Америці. Потім вийшла нова версія пісні — яскравіша і ритмічніша. Трек лідирував в національних чартах Ізраїлю, Іспанії, Нової Зеландії, Великої Британії та США. В США випуск пісні асоціювався з «латиноамериканською хвилею», яка почалася в цьому році випуском синглів Рікі Мартіна «Livin’ La Vida Loca» і Марка Ентоні «I Need To Know». Пісня стала першою піснею Іглесіаса, яка досягла першої позиції в США. Після успіху «Bailamos» Іглесіасу почали пропонувати контракти значніші лейбли. Протягом довгих перемовин були укладені дві угоди — з лейблом «Interscope Records» для запису англомовних пісень, і з «Universal Music Latino» для запису іспаномовних пісень. У співробітництві з «Interscope» Енріке випустив максі-сингл «Bailamos», а потім і перший альбом, записаний англійською мовою — «Enrique». Репер Херардо, який був керуючим на лейблі в той час сказав, що альбом — вдала спроба «зачепитися» на американському ринку. Над альбомом Енріке працював два місяці разом з продюсерами Марком Тейлором і Полом Баррі, які працювали над альбомом Шер — «Believe», і який був розпроданий тиражем в 20 млн екземплярів. Альбом примітний дуетами з американкою Вітні Х'юстон «Could I Have This Kiss Forever» і з росіянки Алсу «You're My # 1», а також кавер-версією однойменної пісні Брюса Спрінґстіна — «Sad Eyes». Крім цих трьох пісень, з альбому вийшло ще три сингли:
- «Bailamos»
- «Be With You»
- «Rhythm Divine».

Пісня «You're My # 1» була записана ще в трьох версіях — сольній, яка була додана на американську та іспанську версії альбому. І з двома дуетами — з бразильським дуетом «Sandy & Junior», який додали на бразильську версію альбому і з тайванською співачкою Вален Хсу, яку додали до азійської версії альбому.

### «Найкращий латинський артист»
Після того як Іглесіас пішов з лейблу «FonoMusic», на цьому лейблі вийшли дві збірки «Remixes» і «The Best Hits». Після випуску першого англомовного альбому «Enrique» на лейблі «Interscope Records» вийшла збірка «Bailamos Greatest Hits». На початку 2000 року Енріке поїхав у світове турне «Bailamos World Tour». Після закінчення турне Енріке довго не з'являвся на публіці. Але влітку 2001 року в ефіри радіостанцій вийшла композиція «Hero». Перший публічний виступ після тривалої перерви відбувся на концерті пам'яті загиблих у теракті 11 вересня 2001 року, на якому Енріке виконав пісню «Hero». У жовтні 2001 року Іглесіас випустив новий альбом «Escape», який вважається найбільш комерційно вдалим альбомом Іглесіаса. Його тираж становить 10 млн екземплярів. У кліпі на заголовну пісню «Escape» знялася майбутня дівчина Іглесіаса — російська тенісистка Анна Курнікова. Наприкінці року Іглесіас одержав нагороду як «найкращий латинський артист». На початку року вийшло перевидання альбому, в яке увійшли дві нові композиції «Maybe» (MarkTaylor Mix) і дует з Лайонелем Річі «To Love A Women». Крім трьох вище перерахованих синглів, вийшло ще три:
- «Don't Turn Off The Light»
- «Love To See You Cry»
- «Maybe»

На підтримку альбому Іглесіас поїхав у світове турне «One Night Stand Tour», під час якого дав свій перший концерт у Москві. Всього Іглесіас відіграв 50 концертів у 16 країнах. З пісні «Love To See You Cry» почалася трансляція телеканалу «MTV» в Румунії.

### «Quizás»
Після випуску двох альбомів англійською мовою, Іглесіас вирішив повернутися до іспаномовних пісень. Ще в 1999 році для запису пісень іспанською був укладений контракт з «Universal Latino». Через три роки Іглесіас вирішив скористатися цим і у вересні 2002 року випустив іспаномовний альбом «Quizas», який є найуспішнішим альбомом Іглесіаса, записаний іспанською мовою. Альбом був записаний не в латиноамериканському, звичномішу для американців стилі, а в іспанському. Але це не завадило пісням з альбому стати популярними в США, наприклад пісня «Para Que La Vida» була прокручена мільйон разів в ефірах радіостанцій США. Окрім цього треку вийшло ще два сингли:
- «Mentiroso»
- «Quizas»

Сингл «Mentiroso» не виходив в Іспанії. Замість нього в ефіри радіостанцій потрапила кавер-версія пісні іспанського гурту «Nasha Pop» — трек «La Chica De Ayer». Відеокліп на заголовну пісню став першим кліпом іспанською мовою, який номінувався на «American Music Awards». Також Енріке виконував пісні іспанською мовою в національних американських шоу, таких як «Доброго ранку, Америка!». Після цього і інших латинських виконавців, таких як Рікі Мартін і Хуанес, почали запрошувати виконувати пісні іспанською мовою в цих шоу. На підтримку альбому Іглесіас поїхав в тур по Америці «Don't Turn Off The Light Tour».

### Провал «Seven»
У 2003 році Енріке випустив свій сьомий альбом, і назвав його просто «7», паралельно його батько Хуліо Іглесіас випустив свій сімдесят сьомий альбом. Критики усього світу оцінили нове творіння Енріке на 3 бали, а альбом Хуліо став одним з найуспішніших. Енріке спродюсував свій сьомий диск разом з найкращим другом Джиммі Іовіном, а також виступив у ролі співавтора. Вийшли два сингли з альбому:
- «Not In Love»
- «Addicted»

Перший сингл «Not In Love» був записаний в двох версіях — соло і дуетом з r'n'b співачкою Келіс. Дует посів перше місце в «Dance Top 100» в США. Для знімання кліпу за баладою Addicted Енріке зробив тимчасове тату. На підтримку альбому Енріке поїхав в найбільше за всю свою кар'єру турне, під час якого відвідав багато країн, де ніколи раніше не був. Турне почалося з 20 концертів в США і закінчилося великим концертом в Південній Африці. Тур закінчився, а нових релізів і не передбачалось. Енріке знову засів за звукозаписуючим пультом. В той час, як в студії записувався новий матеріал, Енріке утримувався від публічних виступів, хоча і робив винятки. Наприклад, він виступав на шоу «Opra Winfreyis Talk Show», «Premios Jurented» і Різдвяному концерті у папи римського. 2005 року Енріке знявся в рекламі нового аромату від Томмі Халфайгера «True Star Man». За кадром рекламного ролику звучать уривки з нового синглу Енріке «Ring My Bells». На фіналі шоу «Extreme Makeover: Home Edition» Енріке представив нову пісню «Somebody's Me». Наприкінці 2006 Енріке поїхав в тур під назвою «For The Fans Tour». На концертах Енріке виконував старі хіти і три нові пісні.

### Повернення з «Insomniac»
12 липня 2007 року вийшов новий альбом «Insomniac». Через три роки Енріке повернувся у світ шоу-бізнесу і порадував шанувальників аж чотирма хітами. Ще до виходу альбому два треки стали хітами, а потім у Європі вийшов ще один — «Tired Of Being Sorry». Четвертим синглом стала композиція «Push». («Дій») в r'n'b співпраці з представником реп-культури Лілом Уейном. На початку 2008 року кінокомпанія «Touchstone Picture» запропонувала записати сольну версію синглу «Push» і використовувати як саунд-трек до фільму «Крок вперед 2: Вулиці». Енріке погодився і записав ще дві версії пісні: соло й а капела. На п'ять пісень альбому були зняті кліпи, чотири пісні вийшли окремими синглами:
- «Do You Know»
- «Somebody's Me»
- «Tired Of Being Sorry»
- «Push»

«Do You Know» і «Push» — композиції, які крутили на радіостанціях в усьому світі, а два інших треки вибірково: «Somebody's Me» — скрізь, крім Європи, «Tired Of Being Sorry» — тільки в Європі. Три треки з альбому були перекладені іспанською мовою і були також успішні. Наприклад, іспанська версія пісні «Do You Know», композиція «Dimelo» була номером один в Латинській Америці протягом 11 тижнів. 2008 року Енріке записав композицію «Tired Of Being Sorry» дуетом з французькою співачкою Надієй і випустив її окремим синглом. За цей сингл Енріке здобув премію «French Music Awards» у номінації «Пісня року». 27 червня Енріке виступив на фіналі чемпіонату Європи з футболу з новою піснею «Can You Hear Me», яка стала офіційним гімном UEFA 2008 і увійшла до перевиданої версії альбому «Insomniac».

### «95/08 Éxitos» і «Greatest Hits»
У 2008 році Енріке йде на експеримент. Він випустив альбом-збірку з 12 іспаномовних синглів і ще двох нових композицій, які теж стали успішними — «Lloro Por T» і «Donde Estan Corazon». До альбому увійшли не перекладені іншими мовами пісні «Sì Tù Te Vas», a також перекладені англійською мовою композиції «Rhythm Divine», «Hero» і одна з найуспішніших пісень Енріке — пісня, записана відразу двома мовами, — «Bailamos». «Enrique Iglesias: 95/08 Exitos | 95/08 Éxitos» — став платиновим у США і золотим майже по всій Європі. Пізніше, 21 листопада, вийшов аналогічний збірник, який складався з 15 англомовних пісень і двох нових композицій — дуету з Шоном Каретою «Away» та дуету з Сіарою «Takin 'Back My Love». Збірник отримав назву — «Greatest Hits». За невеликий час були розпродані понад 520 тисяч екземплярів альбому. На підтримку двох збірок Енріке вирушив у європейський тур під назвою «Greatest Hits Tour», яке почалося в квітні 2009 року, а завершальний концерт відбувся в день народження співака, 8 травня в Мадриді
8 листопада 2008, в Монако, Іглесіас отримав дві нагороди «World Music Awards» як «Найбільш продаваний латинський артист» і «Найбільш продаваний іспанський артист».
У липні 2009 року в ефірах радіостанцій з'явилася нова пісня Іглесіаса «Lost Inside Your Love» (Розчинився в твоїй любові), але офіційним синглом пісня не виходила. А восени для скачування в Інтернеті стали доступні пісні «Tu Y Yo», «Alive», «It Must Be Love» і «Baila Señorita».

### Гаїті та «Euphoria»
У 2010 році Іглесіас включив свою пісню «It Must Be Love» до збірки «Download to Donate for Haiti», ідея створення якого належить групі Linkin Park. Гроші з продажу збірки були спрямовані у фонд постраждалим після гаїтянського землетрусу в 2010 році. У лютому цього ж року Іглесіас разом з іншими артистами переписав композицію Майкла Джексона «We Are The World», яка свого часу була написана, щоб зібрати гроші для допомоги голодуючим в Ефіопії в 1984—1985 роках. Гроші з продажів «We Are the World: 25 for Haiti» пішли на благодійність.
В інтерв'ю Іглесіас сказав що планує випустити альбом з 14 композицій, сім з яких будуть англійською та сім іспанською мовами. Ймовірними назвами альбому були«Divino»і«Obsession», але після випуску двох синглів стало відомо що альбом буде називатися «Euphoria» і вийде 5 липня у Великій Британії і 6 липня 2010 року в США. 26 квітня вийшов перший іспаномовний сингл з альбому «Cuando Me Enamoro», записаний у дуеті з Хуаном Луїсом Геррою, а 3 травня вийшов перший англомовний сингл — «I Like It».
Пісню Іглесіаса Addicted було видано в збірці Download to Donate: Tsunami Relief для допомоги постраждалим від Тохокуського землетрусу 2011 року.

## Як актор
- 1998: рекламні ролики мережі ресторанів «Макдональдс», яка спонсорувала його турне «Cosas Del Amor Tour».
- 2000: як римський імператор в рекламному ролику «Пепсі» (Pepsi), разом з Брітні Спірс, Пінк та Бейонсе[42].
- 2003: фільм Роберта Родрігеса «Одного разу в Мексиці» в ролі вуличного музики Лоренцо. Він знімався разом з Антоніо Бандерасом і Сальмою Хаєк і казав, що боїться зробити щось не так, бо вперше знаходиться на великих зйомках
- 2005: рекламний ролик парфумів «True Star Man» від Томмі Халфайгера[43]. В рекламному ролику вперше прозвучали уривки з нового тоді синглу «Ring My Bells».
- 2007: серіал «Як я зустрів вашу маму», 3 сезон у ролі аргентинського музики Гаєля
- 2007: серіал «Дві з половиною людини», 4 сезон, епізод 23, у ролі сантехніка Фернандо

Енріке говорив, що хотів би ще узяти участь у зйомках, якщо б у нього було більше часу між записами у студії та виступами.

## Як продюсер
- спільно з Гаєй Чамбером спродюсував пісню «Un Nuevo Giorno» для першого поп-альбому Андреа Бочеллі. Пізніше пісню переклали англійською мовою як «Beautiful Intentions (First Day Of My Life)» і екс-солістка гурту «Spice Girl» Мелані Чисхолм видала її як сингл.
- пісня «The Way» для переможця «Academy Of Stars» Клайна Айкіна, спільно з Стівом Моралезом і Карой Діогарді.
- чотири пісні для британського гурту «The Hollies»

Енріке неодноразово говорив, що хоче не тільки виконувати і писати музику для себе, але і співпрацювати з іншими виконавцями.

## Особисте життя
Ще з самого початку кар'єри Енріке казав, що не хоче бути серцеїдом, як його батько, але постійні новини з преси доводили інше. І сам Енріке не раз говорив, що не може бути з однією жінкою довше тижня. Найзнаменитішими з цих жінок були Софія Вергара і Аліса Мочадо. На початку 2000 Енріке почав зустрічатися з Дженніфер Лав Г'ю́їтт. Вони зустрічалися недовго і розлучилися друзями. У 2001 Дженіфер знялася в кліпі Енріке за піснею «Hero». Вони так правдоподібно грали закоханих, що в пресі почали з'являтися чутки, що вони знову разом. Але найбільшим коханням Енріке стала зірка світового тенісу росіянка Анна Курнікова. Вони зустрілися на зніманні кліпу за піснею «Escape». Це був не перший досвід знімання Анни в кліпах світових зірок. За сценарієм Енріке і Анна повинні були цілуватися у фіналі, але Енріке не захотів цього робити. Анна розплакалася, але скандал зам'яли і поцілунок відбувся, хоча образа у Анни залишилася. Через кілька днів вийшло інтерв'ю, в якому Енріке сказав, що йому сподобалася Аня, але вона ображена на нього і навряд чи у них щось вийде, а через декілька місяців вони оголосили, що живуть разом. Через рік з'явились чутки, ніби вони одружені, але самі «молодята» заперечували це. Головним приводом для чуток стала обручка на пальці Анни. Після того, ще багато разів в пресі з'являлись повідомлення про те, що Енріке і Анна більше не разом, і стільки ж, що вони знову зустрічаються. Разом вони вже 20 років.
16 грудня 2017 року Анна народила хлопчика Ніколаса та дівчинку Люсі.

## Спосіб життя
Енріке з дитинства жив звичайним життям, ходив в звичайну школу. І хоча він
жив в заможній сім'ї, йому більш подобалися звичайні потерті джинси і майки, ніж дорогі костюми і сорочки. Але і в його звичайному житті було місце для дивацтв. Енріке страждає на безсоння. Також в одному з аеропортів Маямі є особистий літак Енріке, а в портах пришвартовані його катери. Ще в школі усі дивувались його артистизму і почуттю гумору. З малих років Енріке мимоволі ставав учасником світських заходів, і відтоді він не любить дорогих речей і атрибутів слави, але все ж не може встояти перед автівками фірм «Феррарі» і «Porsche». Попри те, що у нього є гроші і слава, він виступає в майках і джинсах, а його улюбленою їжею є піца і хот-доги.

## Сім'я
Енріке народився в багатій і шанованій в Іспанії сім'ї. Його батько — відомий співак, Хуліо Іглесіас, а мати — успішна журналістка і телеведуча Ісабель Прейслер. У Енріке є старша сестра Марія-Ізабель і старший брат Хуліо-Хосе. З 3 років його виховувала няня Марія Оліварес.
Хуліо одружувався двічі: раніше — з матір'ю Енріке, нині — з нідерландською моделлю Мірандою Рейнсбурґер. Від другого шлюбу Хуліо має ще четверо дітей: два сини — Міґель-Алехандро (7 вересня 1997 р.) і Родріґо (3 квітня 1999 р.), і дві доньки-близнючки — Вікторія та Крістіна (1 травня 2001 р.).

## Дискографія

### Студійні альбоми
Альбоми іспанською мовою
| Назва альбому      | Дата випуску      |
| ------------------ | ----------------- |
| «Enrique Iglesias» | 21 листопада 1995 |
| «Vivir»            | 28 січня 1997     |
| «Cosas Del Amor»   | 22 вересня 1998   |
| Quizás»            | 17 вересня 2002   |

Альбоми англійською мовою
| Назва альбому | Дата випуску      |
| ------------- | ----------------- |
| «Enrique»     | 23 листопада 1999 |
| «Escape»      | 30 листопада 2001 |
| «Seven»       | 25 листопада 2003 |
| «Insomniac»   | 12 липня 2007     |

Двомовні альбоми
| Назва альбому | Дата випуску |
| ------------- | ------------ |
| «Euphoria»    | 5 липня 2010 |

Збірки
| Назва альбому            | Дата випуску      |
| ------------------------ | ----------------- |
| «Remixes»                | 5 травня 1998     |
| «Bailamos Greatest Hits» | 1999              |
| «The Best Hits»          | 1999              |
| 95/08 Èxitos»            | 25 березня 2008   |
| Greatest Hits»           | 11 листопада 2008 |

### Сингли
За свою кар'єру Іглесіас випустив 43 сингли, 20 з яких лідирували в латиноамериканському чарті США Billboard «Hot Latin Tracks». Ось список цих синглів:
| Рік  | Назва                                | Альбом                                         |
| ---- | ------------------------------------ | ---------------------------------------------- |
| 1995 | Si Tú Te Vas»                        | «Enrique Iglesias»                             |
| 1996 | «Experiencia Religiosa»              | «Enrique Iglesias»                             |
| 1996 | «Por Amarte»                         | «Enrique Iglesias»                             |
| 1996 | «No Llores Por Mi»                   | «Enrique Iglesias»                             |
| 1996 | «Trapecista»                         | «Enrique Iglesias»                             |
| 1997 | «Enomorado Por Primera Vez»          | «Vivir»                                        |
| 1997 | Sólo En Ti»                          | «Vivir»                                        |
| 1997 | «Miente»                             | «Vivir»                                        |
| 1998 | «Esperanza»                          | «Cosas del Amor»                               |
| 1999 | Nunca Te Olvidaré»                   | «Cosas del Amor»                               |
| 1999 | «Bailamos»                           | «Enrique»                                      |
| 1999 | «Rhythm Divine»                      | «Enrique»                                      |
| 2000 | «Be With You»                        | «Enrique»                                      |
| 2002 | «Mentiroso»                          | «Quizas\|Quizás»                               |
| 2002 | «Quizas»                             | «Quizas\|Quizás»                               |
| 2003 | «Para Que La Vida»                   | «Quizas\|Quizás»                               |
| 2007 | «Do You Know»                        | «Insomniac»                                    |
| 2008 | «Donde Estan Corazon»                | «Enrique Iglesias: 95/08 Exitos\|95/08 Èxitos» |
| 2008 | «Lloro Por Ti»                       | «Enrique Iglesias: 95/08 Exitos\|95/08 Èxitos» |
| 2009 | «Grasias A Ti» (як запрошений гість) | «La Revolución: Evolution»                     |